# KikUUiki
『kikUUiki』（キクウイキ）は、日本のロックバンド・サカナクションの4作目のオリジナルアルバム。2010年3月17日にビクターエンタテインメントから発売された。

## 概要
- 前作『シンシロ』より、約1年ぶりとなるオリジナルアルバム。オリコンでは、初登場3位を獲得した。
- タイトル「kikUUiki」は、海水と淡水が交わる水域「汽水域」に由来する造語「汽空域」から来ており「本来相容れないものが混ざり合うところ」という意味が込められている[4]。
- 初回盤には、ボーナストラックとして「Paradise of Sunny」が収録されている。
- リリースに先駆け、2月24日から2月28日の期間限定で、レーベルのサイトにて先行試聴が行われた。タイトルにちなみ、夜と朝が交じり合う「汽空域」な時間として、朝4時から5時30分の間のみ、ランダムに4・5曲の試聴ができた。
- また、3月14日には「サカナクション『kikUUiki』爆音試聴PARTY」と題した試聴会が行われ、Ustreamで生中継された。CMのナレーションには、吉高由里子が起用された。
- Appleが主催する「iTunes Rewind 2010」ロック部門・ベストアルバムを受賞している。

## 収録曲
| #         | タイトル             | 作詞      | 作曲               | 編曲                   | 録音・ミックス | 時間  |
| --------- | -------------------- | --------- | ------------------ | ---------------------- | -------------- | ----- |
| 1.        | 「intro = 汽空域」   | -         | 山口一郎           | サカナクション         | 浦本雅史       | 0:53  |
| 2.        | 「潮」               | 山口一郎  | 山口一郎・岩寺基晴 | サカナクション         | 浦本雅史       | 5:20  |
| 3.        | 「YES NO」           | 山口一郎  | 山口一郎           | サカナクション         | 浦本雅史       | 3:57  |
| 4.        | 「アルクアラウンド」 | 山口一郎  | 山口一郎           | サカナクション・冨田謙 | 浦本雅史       | 4:23  |
| 5.        | 「Klee」             | 山口一郎  | 山口一郎           | サカナクション         | 浦本雅史       | 4:16  |
| 6.        | 「21.1」             | -         | サカナクション     | サカナクション         | 浦本雅史       | 4:04  |
| 7.        | 「アンダー」         | 山口一郎  | 山口一郎           | サカナクション         | 浦本雅史       | 4:35  |
| 8.        | 「シーラカンスと僕」 | 山口一郎  | 山口一郎           | サカナクション         | 浦本雅史       | 5:10  |
| 9.        | 「明日から」         | 山口一郎  | 山口一郎           | サカナクション・冨田謙 | 浦本雅史       | 4:02  |
| 10.       | 「表参道26時」       | 山口一郎  | 山口一郎           | サカナクション         | 浦本雅史       | 4:16  |
| 11.       | 「壁」               | 山口一郎  | 山口一郎           | サカナクション         | 浦本雅史       | 3:36  |
| 12.       | 「目が明く藍色」     | 山口一郎  | 山口一郎           | サカナクション・冨田謙 | 浦本雅史       | 6:59  |
| 合計時間: | 合計時間:            | 合計時間: | 合計時間:          | 合計時間:              | 合計時間:      | 51:27 |

| #         | タイトル              | 作詞      | 作曲           | 編曲           | ダブミックス      | 時間  |
| --------- | --------------------- | --------- | -------------- | -------------- | ----------------- | ----- |
| 13.       | 「Paradise of Sunny」 | -         | サカナクション | サカナクション | 佐々木"sunny"幸生 | 5:23  |
| 合計時間: | 合計時間:             | 合計時間: | 合計時間:      | 合計時間:      | 合計時間:         | 57:48 |

### 楽曲解説
1. intro = 汽空域
アルバムタイトル「kikUUiki」は「混ざり合わないものが混ざり合う感覚や美学、いい意味の違和感」といった意味を持つ造語であるが、本楽曲はそれを表現したものである。また、曲中では、山口がレコーディング現場をiPhoneで盗み撮りした音が使用されている[5]。
2. 潮
タイトルは「うしお」と読む。
歌詞は「世の中には哲学や思想をもって生きている人がいるけど、果たしてそれは自分から発信したものなのか？」「実は社会や何かのコミュニティから得ただけのものであって、その中で躍らされているだけなのではないか？」「そして躍らされていることに気付いていないのではないか？」といったテーマに基づいて書かれたもので「ポップでありつつサイケである」ことを目指して、アレンジが行われている。なお、曲中のコーラスは、バンドのチーム（スタッフ）全員で録音したもの[5]。
3. YES NO
4. アルクアラウンド
2ndシングルの表題曲
5. Klee
サビに登場する「クレー」という歌詞は、実はこじつけで、山口曰く、元々「くれー くれー 休みをくれー」ということを指すものであったが、最終的に、山口が敬愛する20世紀のスイスの画家であるパウル・クレーを指すものとなった[6]。
6. 21.1
タイトル「21.1」は、2009年に新木場Studio Coastにて行われたライブイベント「version 21.1」から来ている[7]。
フジテレビ『FNN Live News α』内、プロ野球の試合ダイジェストにて、BGMとして使用されている。
7. アンダー
8. シーラカンスと僕
サウンド上では、前曲と繋がっており、2010年のツアー「SAKANAQUARIUM 2010 "kikUUiki"」や、日本武道館公演「SAKANAQUARIUM 21.1(B)」などのライブでも、2曲続けて演奏されている。
金欠で食べるものもなく、空腹だったときに作った曲だという。
2017年5月9日に開催されたファンクラブ限定10周年記念イベントでは、ファンによる投票で9位を獲得している。また、ファンクラブ内で行われたリアレンジ投票でも3位を獲得しており、後に限定リアレンジアルバムに収録された。ライブを除き、本楽曲が新たな音源としてリリースされるのは初となる。
9. 明日から
10. 表参道26時
Base Ball Bear・小出祐介の影響で、歌詞をフィクションで書くことに挑戦した曲。山口は「書きながら笑ってしまって……（笑）。書き上げてみたらバービーボーイズのような世界観になりましたけどね（笑）」と語っている[5]。
11. 壁
前身バンド・ダッチマン時代から存在する楽曲で「カベ」というタイトルだった。
12. 目が明く藍色
本アルバムのリード曲。ミュージックビデオが制作されている。
13. Paradise of Sunny
初回盤にのみ収録されているインスト曲。「YES NO」に使用されたフルートの音が使用されている。アルバムツアー「SAKANAQUARIUM 2010 "kikUUiki"」でも演奏された。

## ライブ映像作品
| タイトル          | 作品名                                                                               | 備考 |
| ----------------- | ------------------------------------------------------------------------------------ | --- |
| 潮                | SAKANAQUARIUM 2010 (C)                                                               | |
| YES NO            | SAKANAQUARIUM 2010 (B)                                                               | |
| YES NO            | SAKANAQUARIUM 2010 (C)                                                               | |
| YES NO            | 834.194                                                                              | 完全生産限定盤に収録された、デビュー10周年を記念して行われたイベント 「"2007.05.09 - 2017.05.09" -LIVE AT STUDIO COAST 2017.05.09-」にて演奏された。 |
| アルクアラウンド  | →「 アルクアラウンド § ライブ映像作品 」を参照                                       | →「 アルクアラウンド § ライブ映像作品 」を参照 |
| klee              | SAKANAQUARIUM 2010 (B)                                                               | |
| klee              | SAKANAQUARIUM 2010 (C)                                                               | |
| klee              | SAKANAQUARIUM 2011 DocumentaLy -LIVE at MAKUHARI MESSE-                              | |
| klee              | SAKANATRIBE 2014 -LIVE at TOKYO DOME CITY HALL-                                      | |
| klee              | SAKANAQUARIUM 2015-2016 "NF Records launch tour" -LIVE at NIPPON BUDOKAN 2015.10.27- | |
| 21.1              | SAKANAQUARIUM 2010 (B)                                                               | 「マレーシア32」や「Paradise of Sunny」などと共にメドレー形式で演奏された。                                                                          |
| 21.1              | SAKANAQUARIUM 2010 (C)                                                               | |
| アンダー          | SAKANAQUARIUM 2010 (B)                                                               | |
| アンダー          | SAKANAQUARIUM 2010 (C)                                                               | |
| シーラカンスと僕  | SAKANAQUARIUM 2010 (B)                                                               | |
| シーラカンスと僕  | SAKANAQUARIUM 2010 (C)                                                               | |
| シーラカンスと僕  | SAKANATRIBE 2014 -LIVE at TOKYO DOME CITY HALL-                                      | |
| シーラカンスと僕  | SAKANAQUARIUM2017 10th ANNIVERSARY Arena Session 6.1ch Sound Around                  | |
| 明日から          | SAKANAQUARIUM 2010 (C)                                                               | |
| 表参道26時        | SAKANAQUARIUM 2010 (C)                                                               | |
| 表参道26時        | SAKANATRIBE 2014 -LIVE at TOKYO DOME CITY HALL-                                      | |
| 壁                | SAKANAQUARIUM 2010 (C)                                                               | |
| 壁                | SAKANAQUARIUM 2015-2016 "NF Records launch tour" -LIVE at NIPPON BUDOKAN 2015.10.27- | |
| 壁                | SAKANAQUARIUM2017 10th ANNIVERSARY Arena Session 6.1ch Sound Around                  | |
| 目が明く藍色      | →「 目が明く藍色 § ライブ映像作品 」を参照                                           | →「 目が明く藍色 § ライブ映像作品 」を参照 |
| Paradise of Sunny | SAKANAQUARIUM 2010 (B)                                                               | 「マレーシア32」や「21.1」などと共にメドレー形式で演奏された。                                                                                       |
| Paradise of Sunny | SAKANAQUARIUM 2010 (C)                                                               | |

### バンドの公式サイト
- サカナクション 公式サイト
- サカナクション ビクターエンタテインメント公式ページ

### 歌詞掲載サイト
- サカナクション - 歌ネット
  - 潮 - 歌ネット
  - YES NO - 歌ネット
  - アルクアラウンド - 歌ネット
  - Klee - 歌ネット
  - アンダー - 歌ネット
  - シーラカンスと僕 - 歌ネット
  - 明日から - 歌ネット
  - 表参道26時 - 歌ネット
  - 壁 - 歌ネット
  - 目が明く藍色 - 歌ネット

### インタビュー記事
- HMVによるインタビュー
- エキサイトミュージックによるインタビュー
- ナタリーによるインタビュー
- hotexpressによるインタビュー